# Festival du cinéma américain de Deauville
 (juin 2017).
 (juin 2024).
« Festival de Deauville » redirige ici. Pour le festival de cinéma asiatique, voir Festival du film asiatique de Deauville.
Le Festival du cinéma américain de Deauville est un festival de cinéma créé en 1975 et consacré au cinéma américain. Il a été fondé par Lionel Chouchan et André Halimi, avec l'aide financière du groupe Lucien Barrière et de la ville de Deauville, alors dirigée par Michel d'Ornano.
À l'origine, les œuvres ne sont pas présentées en compétition. Elles le seront à partir de 1995. Le festival se tient chaque année au Centre international de Deauville en Normandie pendant dix jours au mois de septembre.

## Histoire

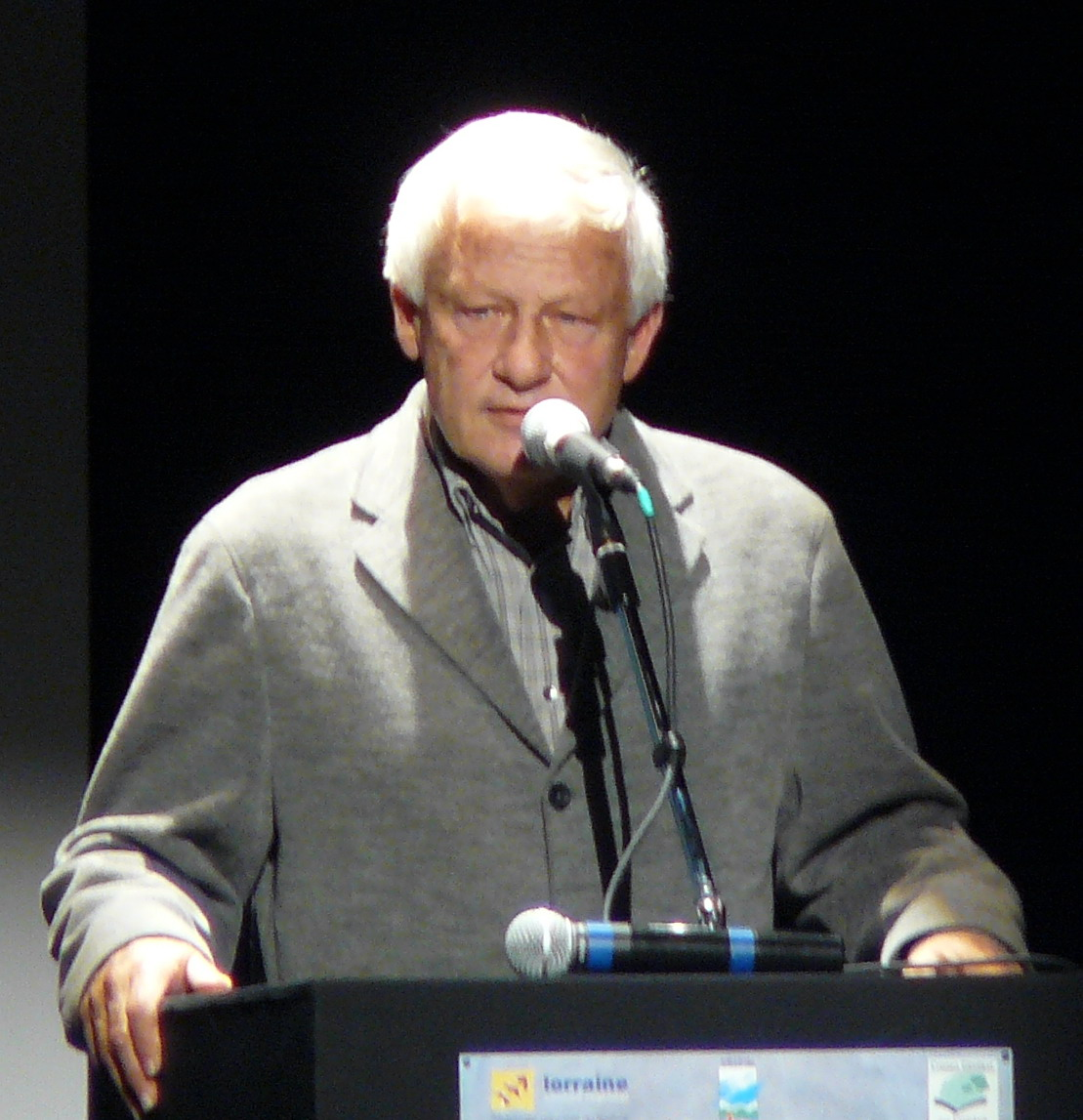
Lionel Chouchan (2008).

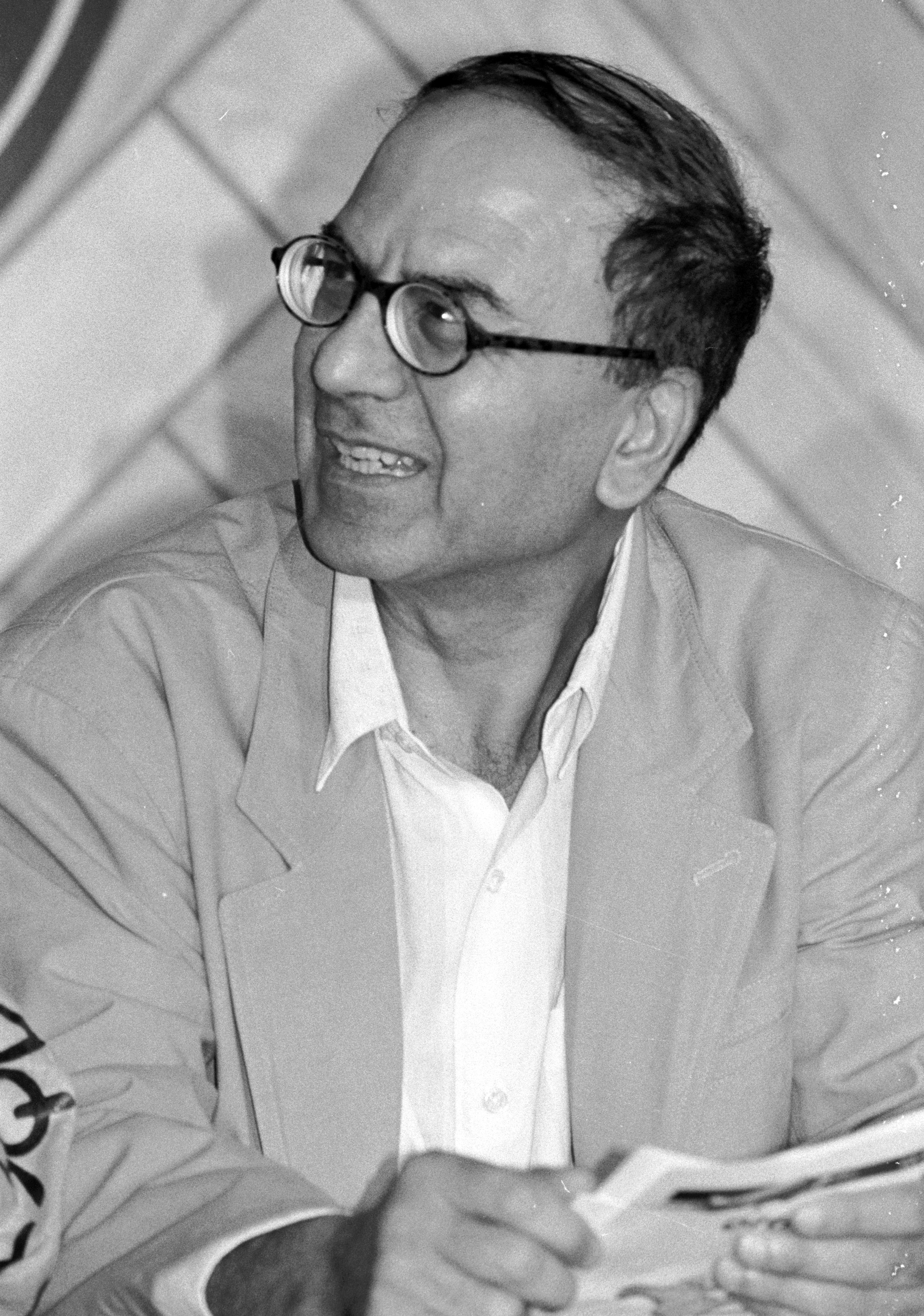
André Halimi (1992).

### Un festival en plein essor
Le Festival de Deauville accueille les plus grandes stars du cinéma américain, comme Robert De Niro (1987, 1988, 1995), Clint Eastwood (1980, 1992, 1995, 2000), George Clooney (1998, 2007), Harrison Ford (1977, 1981, 1982, 1997, 2000, 2002, 2003, 2009), Tom Cruise (1993), Sharon Stone (1991), Al Pacino (1999), Michael Douglas (1990, 1998, 2007, 2013), Julia Roberts (1990), John Travolta (1978, 1991, 2013), Nicole Kidman (2004)… Ses Hommages, créés en 1977, lui ont permis de recevoir avec faste quelques gloires hollywoodiennes, comme Liz Taylor (1985), Bette Davis (1987), Kirk Douglas (1978, 1999), Robert Mitchum (1989), Gregory Peck (1977), Burt Lancaster (1979).

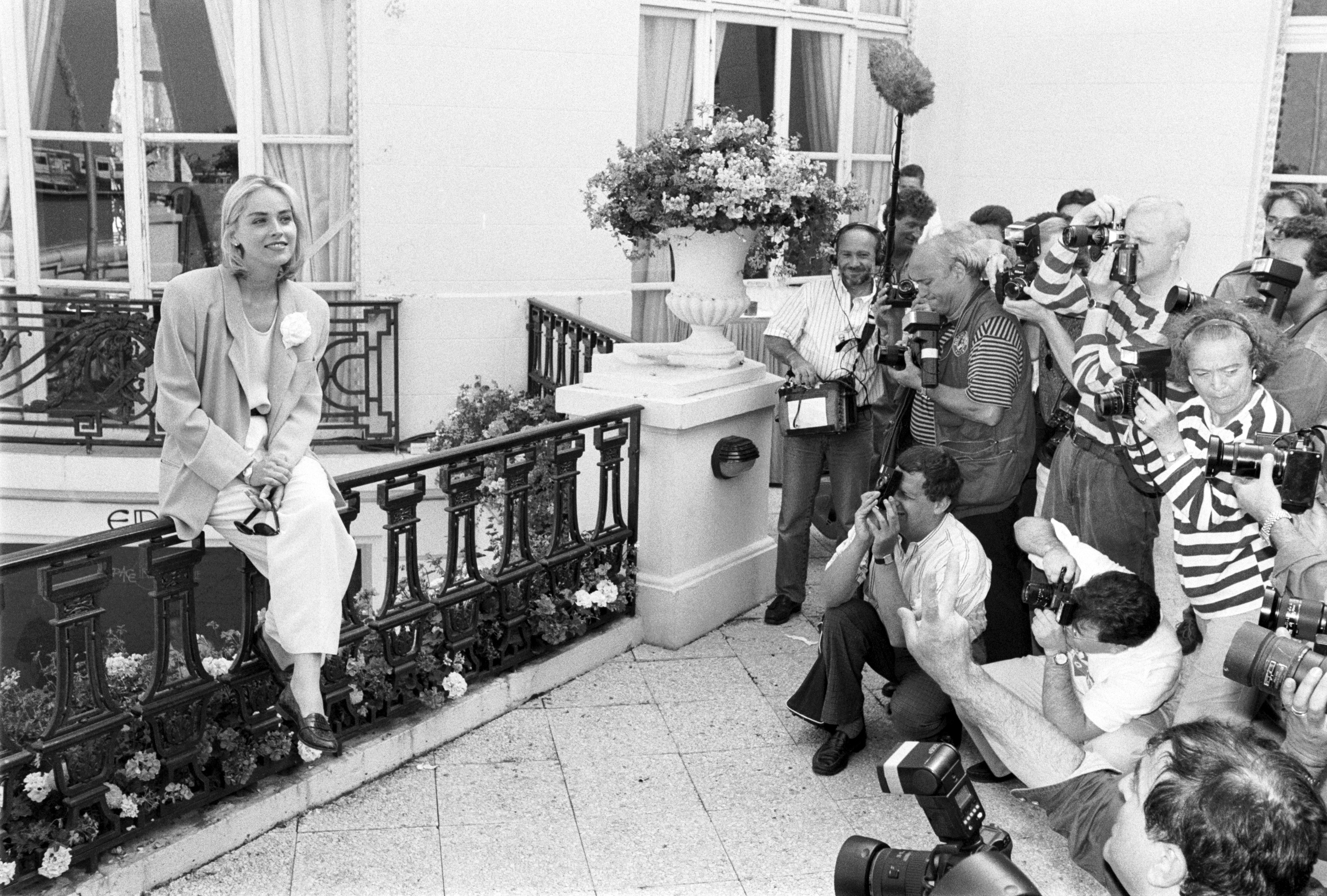
Sharon Stone (1991).
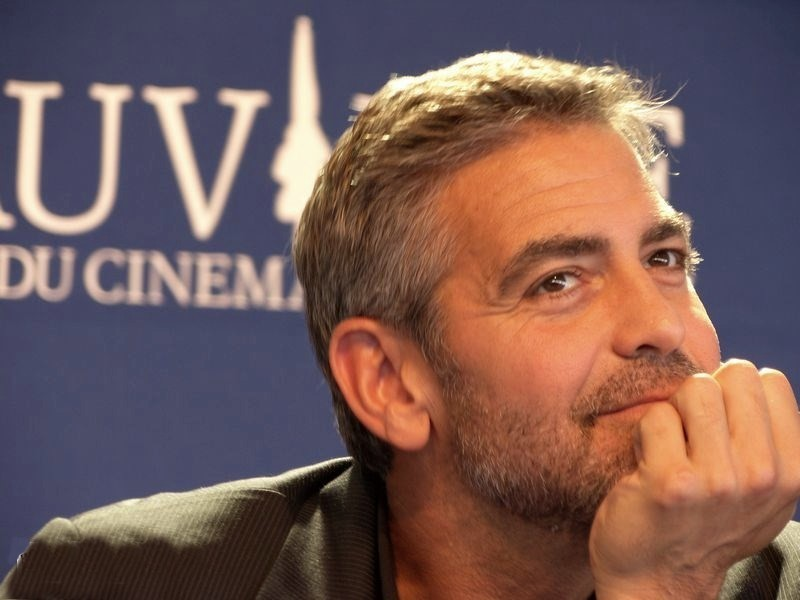
George Clooney (2007).
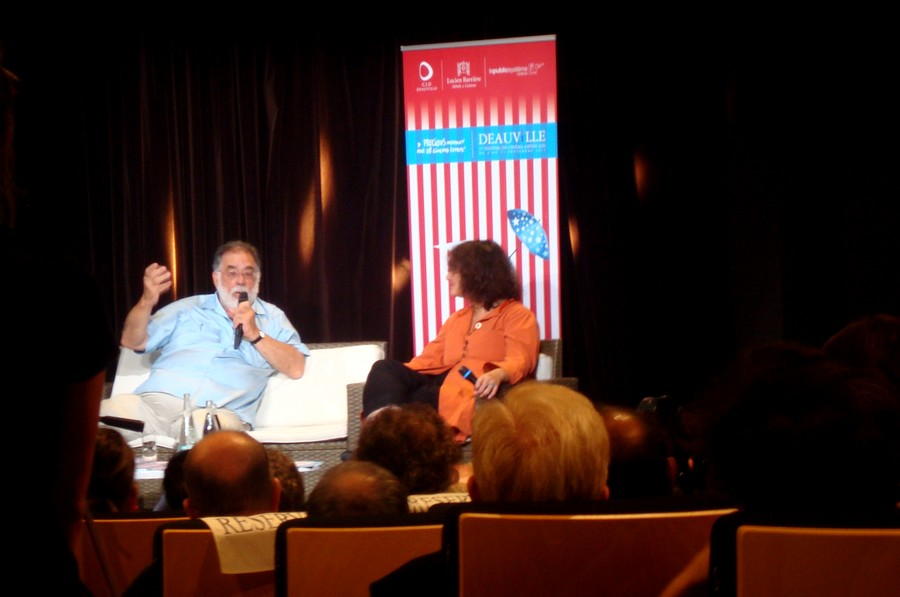
Francis Ford Coppola (2011).

### De Hollywood au cinéma indépendant
Présentant les films hors compétition, à son origine, avant de changer de stratégie en 1995, date à partir de laquelle il met en concurrence une sélection de longs métrages et depuis 1998, une sélection de courts métrages. En vérité, le festival s'était initié à la compétition dès 1987, mais de manière non officielle, en créant les Coups de cœur LTC. Auparavant, il servait essentiellement de rampe de lancement en France aux grosses productions américaines . Sans avoir abandonné cette fonction, il valorise désormais, à travers ses récompenses, le cinéma indépendant américain.

### Nouvelle stratégie
En 2018, les organisateurs décident de reculer d'une semaine la date du festival 2019 pour la faire mieux coïncider avec « les sorties de films et la disponibilité des équipes », ainsi que pour éviter une concurrence frontale avec le Festival de Venise.

## Organisation

### Prix décernés
- Grand prix
- Prix du jury
- Prix du public
- Prix de la critique internationale
- Prix de la Révélation
- Prix d'Ornano-Valenti (anciennement Prix Michel-d'Ornano)
- Prix littéraire Lucien-Barrière
- Coup de cœur LTC (ancien prix)

## Jurys

### Jury de la compétition officielle
| Année | Président(e)         | Président(e) | Membres du jury |
| ----- | -------------------- | ------------ | --- |
| 1995  | Andrei Konchalovsky  |              | Anouk Aimée, Michael Lonsdale, Claudie Ossard, René Bonnell, Valérie Kaprisky, Steven Zaillian, Mathilda May, Élie Chouraqui |
| 1996  | Charlotte Rampling   |              | Sabine Azéma, René Cleitman, Dominique Farrugia, Charlotte Gainsbourg, Chiara Mastroianni, Laura Morante, Ornella Muti, Melvil Poupaud et Alain Rocca. |
| 1997  | Sophie Marceau       |              | Élodie Bouchez, Philippe Carcassonne, Étienne Chatiliez, Alain Finkielkraut, John Hurt, Michèle Laroque, Inés Sastre, Nathalie Quintane et Lambert Wilson. |
| 1998  | Jean-Paul Rappeneau  |              | Michèle Halberstadt, Sandrine Kiberlain, Virginie Ledoyen, Russell Banks, Maurice Bernart, Alessandro Gassman, Ewan McGregor, Liam Neeson, Éric Serra et Christian Vincent. |
| 1999  | Régis Wargnier       |              | Jean-Hugues Anglade, Humbert Balsan, Richard Berry, Gabriel Byrne, Jean-Pierre Dionnet, Marie Gillain, Michel Houellebecq, Marie-France Pisier et Elsa Zylberstein. |
| 2000  | Neil Jordan          |              | Guillaume Canet, Clotilde Courau, Tchéky Karyo, Philippe Labro, Samuel Le Bihan, François Ozon, Vincent Pérez, Danièle Thompson et Marie Trintignant. |
| 2001  | Jean-Jacques Annaud  |              | Sandrine Bonnaire, Marion Cotillard, Arielle Dombasle, Gérard Darmon, Jean-Pierre Jeunet, Darius Khondji, Benoît Poelvoorde et Gabriel Yared. |
| 2002  | Pierre Lescure       |              | Chantal Akerman, Richard Anconina, Jean-Marc Barr, Charles Berling, Amira Casar, Julie Gayet, Irène Jacob, Cédric Kahn et Bruno Wolkowitch. |
| 2003  | Roman Polanski       |              | Claudia Cardinale, Pawel Edelman, Jacques Fieschi, Ben Kingsley, Anne Parillaud, Zbigniew Preisner, Ludivine Sagnier, Fernando Trueba et Tom Tykwer. |
| 2004  | Claude Lelouch       |              | Anouk Aimée, Marie-Josée Croze, Danièle Heymann, Diane Kurys, Jeanne Labrune, Lio, Claudie Ossard, Bettina Rheims et Mathilde Seigner. |
| 2005  | Alain Corneau        |              | Enki Bilal, Dominique Blanc, Romane Bohringer, Rachida Brakni, Christophe, Dominik Moll, Melvil Poupaud et Brigitte Roüan. |
| 2006  | Nicole Garcia        |              | Maurice Barthélémy, Guillaume Canet, Amira Casar,Emmanuelle Castro, Antoine de Caunes, Julien Clerc, Philippe Djian et Marthe Keller. |
| 2007  | André Téchiné        |              | Odile Barski, Xavier Beauvois, Nicolas Cazalé, Charlélie Couture, Émilie Deleuze, Anouk Grinberg et Marie-France Pisier. |
| 2008  | Carole Bouquet       |              | Édouard Baer, Ronit Elkabetz, Diane Fleri, Pierre Jolivet, Cédric Kahn, Cristian Mungiu, Leonor Silveira et Dean Tavoularis. |
| 2009  | Jean-Pierre Jeunet   |              | Hiam Abbass, Dany Boon, Jean-Loup Dabadie, Émilie Dequenne, Déborah François, Sandrine Kiberlain, Patrice Leconte, Géraldine Pailhas et Bruno Podalydès. |
| 2010  | Emmanuelle Béart     |              | Lucas Belvaux, Faouzi Bensaïdi, Fabrice Du Welz, Christine Citti, Tony Gatlif, Abderrahmane Sissako, Jeanne Balibar et Denis Lavant. |
| 2011  | Olivier Assayas      |              | Nathalie Baye, Claire Denis, Nicolas Godin, Chiara Mastroianni, Angelin Preljocaj, Jean Rolin et Bruno Todeschini. |
| 2012  | Sandrine Bonnaire    |              | Sami Bouajila, Clotilde Courau, Philippe Decouflé, Anaïs Demoustier, Christophe Honoré, Joann Sfar, Florent Emilio Siri et Alice Taglioni. |
| 2013  | Vincent Lindon       |              | Lou Doillon, Jean Echenoz, Hélène Fillières, Xavier Giannoli, Famke Janssen, Pierre Lescure, Bruno Nuytten et Rebecca Zlotowski. |
| 2014  | Costa-Gavras         |              | Jean-Pierre Jeunet, Claude Lelouch, Pierre Lescure, Vincent Lindon, Marie-Claude Pietragalla, André Téchiné. |
| 2015  | Benoît Jacquot       |              | Pascal Bonitzer, Louise Bourgoin, Louis-Do De Lencquesaing, Marc Dugain, Marie Gillain, Julien Hirsch, Sophie Fillières, Marthe Keller. |
| 2016  | Frédéric Mitterrand  |              | Françoise Arnoul, Éric Elmosnino, Sara Forestier, Ana Girardot, Douglas Kennedy, Radu Mihaileanu, Emmanuel Mouret et Marjane Satrapi. |
| 2017  | Michel Hazanavicius  |              | Benjamin Biolay, Emmanuelle Devos, Clotilde Hesme, Éric Lartigau, Charlotte Le Bon, Yasmina Reza, Axelle Ropert et Alice Winocour |
| 2018  | Sandrine Kiberlain   |              | Sabine Azéma, Alex Beaupain, Leila Bekhti, Stéphane Brizé, Sara Giraudeau, Xavier Legrand, Pierre Salvadori et Leïla Slimani |
| 2019  | Catherine Deneuve    |              | Antonin Baudry, Claire Burger, Jean-Pierre Duret, Valeria Golino, Vicky Krieps, Gael Morel, Orelsan, Nicolas Saada et Gaspard Ulliel |
| 2020  | Vanessa Paradis      |              | Yann Gonzalez, Zita Hanrot, Delphine Horvilleur, Vincent Lacoste, Mounia Meddour, Sylvie Pialat, Bruno Podalydès et Oxmo Puccino |
| 2021  | Charlotte Gainsbourg |              | Bertrand Bonello, Delphine de Vigan, Denis Podalydès, Fatou N'Diaye, Garance Marillier, Mikhaël Hers et SebastiAn |
| 2022  | Arnaud Desplechin    |              | Jean-Paul Civeyrac, Pierre Deladonchamps, Léa Drucker, Yasmina Khadra, Sophie Letourneur, Alex Lutz et Marine Vacth |
| 2023  | Guillaume Canet      |              | Alexandre Aja, Stéphane Bak, Anne Berest, Laure de Clermont-Tonnerre, Marina Hands, Rebecca Marder, Léa Mysius et Maxim Nucci |
| 2024  | Benoît Magimel       |              | Elias Belkeddar, Damien Bonnard, Martin Bourboulon, Emilie Dequenne, Lou Lampros, Agathe Riedinger et Ludivine Sagnier. Par contre, Aude Hesbert, nouvelle directrice du Festival, annonce qu'Ibrahim Maalouf ne sera pas membre du jury, en raison d’un « malaise dans l’équipe » en lien avec le mouvement #MeToo. |
| 2025  | Golshifteh Farahani  |              | Thomas Cailley, Eye Haïdara, Katell Quillévéré, Philippine Leroy-Beaulieu, Vincent Macaigne, Benjamin Millepied et Émilie Tronche |

### Jury de la Révélation
- 2006 : Christophe Honoré (président), Lou Doillon, Audrey Marnay, Olivier Py, Émilie Simon et Gilles Taurand
- 2007 : Gaël Morel (président), Clotilde Hesme, Olivia Magnani, Mélanie Thierry et Florian Zeller
- 2008 : Zoe Cassavetes (présidente), Diastème, Léa Drucker, Jalil Lespert et Ara Starck
- 2009 : Maïwenn (présidente), Romane Bohringer, Nicolas Fargues, Aïssa Maïga, Louise Monot et Raphaël
- 2010 : Manuel Pradal (président), Jonathan Lambert, Emma Luchini, Roxane Mesquida et Sébastien Thiéry
- 2011 : Samuel Benchetrit (président), Leila Hatami, Sabrina Ouazani, Elisa Sednaoui et Benjamin Siksou
- 2012 : Frédéric Beigbeder (président), Àstrid Bergès-Frisbey, Mélanie Bernier, Ana Girardot et Félix Moati
- 2013 : Valérie Donzelli (présidente), Laurence Arné, Vincent Lacoste, Géraldine Maillet et Woodkid
- 2014 : Audrey Dana (présidente), Anne Berest, Lola Bessis, Christine and the Queens, Freddie Highmore et Clémence Poésy
- 2015 : Zabou Breitman (présidente), Alice Isaaz, Géraldine Nakache, Stanley Weber et Rachelle Lefèvre
- 2016 : Audrey Pulvar (présidente), Cédric Anger, Jérôme Bonnell, Kheiron, Diane Rouxel et Christa Theret
- 2017 : Emmanuelle Bercot (présidente), Abd al Malik, Anaïs Demoustier, Pio Marmaï, Pierre Rochefort et Leonor Varela
- 2018 : Cédric Kahn (président), Hubert Charuel, François Civil, Karim Leklou et Kate Moran
- 2019 : Anna Mouglalis (présidente), Alice Belaïdi, Damien Bonnard, Marie-Louise Khondji et Roman Kolinka
- 2020 : Rebecca Zlotowski (présidente), Luàna Bajrami, Mya Bollaers, Arnaud Rebotini et Antoine Reinartz
- 2021 : Clémence Poésy (présidente), Céleste Brunnquell, India Hair, Kacey Mottet-Klein et Lomepal
- 2022 : Élodie Bouchez (présidente), Andréa Bescond, Eddy de Pretto, Nicolas Pariser, Agathe Rousselle et Yolande Zauberman
- 2023 : Mélanie Thierry, (présidente), Julia Faure, Félix Lefebvre, Pablo Pauly et Ramata-Toulaye Sy
- 2024 : Alice Belaïdi (présidente), Emma Benestan, Salim Kechiouche, Iris Kaltenbäck, Karidja Touré
- 2025 : Jean-Pascal Zadi (président), Suzy Bemba, Julien Colonna, Bilal Hassani et Anaïde Rozam

### Direction du festival
Bruno Barde est écarté en juin 2024 de la direction du festival du cinéma américain de Deauville, après la publication par Mediapart d’une enquête l’accusant de harcèlement et d’agressions sexuelles,.
Aude Hesbert est la nouvelle directrice du Festival. Après avoir annoncé qu'Ibrahim Maalouf ne sera pas membre du jury, en lien avec le mouvement #MeToo, elle indique : « Au début du festival, nous publierons une charte contre les violences sexistes et sexuelles pour éviter tous les abus de pouvoir, même au-delà de MeToo. Nous serons extrêmement vigilants sur ces sujets à l’avenir ».

## Hommages
Les « Hommages » sont créés en 1977 pour honorer des figures remarquables du cinéma américain. La cérémonie a lieu la plupart du temps en présence des intéressés, venus spécialement des États-Unis.
- Vincente Minnelli (1977)
- Gregory Peck (1977)
- Sydney Pollack (1977, 2006)
- Gloria Swanson (1978)
- King Vidor (1978)
- Norman Jewison (1978)
- Kirk Douglas (1978), (2020)
- Stanley Donen (1979)
- Burt Lancaster (1979)
- William Wyler (1979)
- Glenn Ford (1980)
- Danny Kaye (1980)
- Elia Kazan (1980)
- Clint Eastwood (1980, 2000)
- Yul Brynner (1980)
- Sean Connery (1981)
- Gene Hackman (1981)
- Joseph L. Mankiewicz (1981)
- Arthur Penn (1981)
- Lana Turner (1981)
- Mervyn LeRoy (1982)
- Carl Foreman (1982)
- Charlton Heston (1982)
- Robert Altman (1982)
- Cyd Charisse (1982)
- Arlene Dahl (1983)
- Henry Hathaway (1983)
- Joan Fontaine (1983)
- Lee Marvin (1983)
- James Mason (1983)
- Shelley Winters (1984)
- Rock Hudson (1984)
- Robert Wise (1985)
- Alan Jay Lerner (1985)
- Debbie Reynolds (1985)
- Elizabeth Taylor (1985)
- Jean Negulesco (1986)
- Paul Mazursky (1986)
- Alan Rudolph (1986)
- June Allyson (1986)
- Richard Brooks (1986)
- James Coburn (1986)
- Tony Curtis (1986)
- Bette Davis (1987)
- Douglas Fairbanks Jr. (1987)
- Stewart Granger (1987)
- Janet Leigh (1987)
- Brian De Palma (1987)
- Robert Parrish (1987)
- Shirley MacLaine (1987), (2011)
- Charles 'Buddy' Rogers (1988)
- George Sidney (1988)
- Ann-Margret (1988)
- William Friedkin (1988, 2012)
- Claudette Colbert (1988)
- Jonathan Demme (1988)
- Ben Gazzara (1989)
- George Roy Hill (1989)
- Lauren Bacall (1989)
- Robert Mitchum (1989)
- Kim Novak (1989)
- Jane Russell (1990)
- Jon Voight (1990)
- John Boorman (1990)
- Richard Chamberlain (1990)
- Sidney Lumet (1990) (2007)
- Robert Duvall (1990)
- Richard Dreyfuss (1991)
- Mel Ferrer (1991)
- John Frankenheimer (1991, 2002)
- Richard Widmark (1991)
- Esther Williams (1991)
- Robert Mulligan (1991)
- John Sayles (1991)
- Paul Schrader (1992)
- Jessica Tandy (1992)
- Hume Cronyn (1992)
- Jack Lemmon (1992)
- Richard Fleischer (1993)
- John Malkovich (1993)
- Jessica Lange (1993, 2003)
- Van Johnson (1994)
- Marlon Brando (1994, 2004)
- Jack Nicholson (1994)
- James Woods (1994)
- Irwin Winkler (1995)
- Abel Ferrara (1996)
- Arnon Milchan (1996)
- Morgan Freeman (1997, 2018)
- Arnold Kopelson (1997)
- John Waters (1997)
- Harvey Weinstein (1998)
- Bob Weinstein (1998)
- Michael Douglas (1998, 2007 et 2013)
- Michael Caine (1999)
- Maurice Jarre (1999)
- Ang Lee (1999)
- Al Pacino (1999)
- Robin Williams (1999)
- Susan Sarandon (2000)
- Chow Yun-fat (2000)
- Dino De Laurentiis (2000)
- Samuel L. Jackson (2000)
- Julianne Moore (2001)
- Joel Silver (2001)
- Burt Reynolds (2001)
- Ellen Burstyn (2002)
- Robert Evans (2002)
- Matt Dillon (2002)
- Harrison Ford (2002, 2009)
- James Ivory (2003)
- Ridley Scott (2003)
- Richard D. Zanuck (2004)
- Francis Ford Coppola (2004)
- Glenn Close (2004)
- George Lucas (2004)
- Malcolm McDowell (2004)
- Steven Spielberg (2004)
- Christine Vachon (2004)
- James Toback (2005)
- Robert Towne (2005)
- Ron Howard (2005)
- Forest Whitaker (2005)
- Sigourney Weaver (2007)
- Ida Lupino (2007)
- Spike Lee (2008)
- Ed Harris (2008)
- Parker Posey (2008)
- Jim Abrahams (2009)
- Andy Garcia (2009)
- Robin Wright Penn (2009)
- David Zucker (2009)
- Jerry Zucker (2009)
- Terry Gilliam (2010)
- Gregg Araki (2010)
- Annette Bening (2010)
- Danny Glover (2011)
- Todd Solondz (2011)
- Naomi Watts (2011)
- Harvey Keitel (2012)
- Liam Neeson (2012)
- Salma Hayek (2012)
- Paula Wagner (2012)
- John Williams (2012)
- Melvin Van Peebles (2012)
- John Travolta (2013)
- Cate Blanchett (2013)
- Nicolas Cage (2013)
- Larry Clark (2013)
- Gale Anne Hurd (2013)
- Ray Liotta (2014)
- Jessica Chastain (2014)
- Brian Grazer (2014)
- Will Ferrell (2014)
- John McTiernan (2014)
- Terrence Malick (2015)
- Ian McKellen (2015)
- Michael Bay (2015)
- Lawrence Bender (2015)
- Orlando Bloom (2015)
- Patricia Clarkson (2015)
- Keanu Reeves (2015)
- James Franco (2016)
- Michael Moore (2016)
- Stanley Tucci (2016)
- Darren Aronofsky (2017)
- Jeff Goldblum (2017)
- Woody Harrelson (2017)
- Robert Pattinson (2017)
- Michelle Rodriguez (2017)
- Morgan Freeman (2018)
- Johnny Depp (2019)
- Jude Law (2023)
- Joseph Gordon-Levitt (2023)
- Jerry Schatzberg (2023)
- James Gray (2024)
- Frederick Wiseman (2024)

Le 16 octobre 2017, la municipalité de Deauville efface le nom de Harvey Weinstein qui ornait une cabine de plage depuis 1998 après les révélations accusant le producteur américain de viols et agressions sexuelles sur plusieurs actrices. Seul le nom de son frère, Bob Weinstein, reste affiché sur les planches.

### Hommages à titre posthume
Des Hommages ont été rendus à titre posthume à des personnalités telles que George Stevens en 1984, à Jerome Kern en 1985, à Rita Hayworth en 1987 et aussi George Gershwin en 1998, ainsi que James Dean en 2001 , sans oublier Stanley Kubrick en 2001 évidemment, John Frankenheimer en 2002, ainsi que Marlon Brando en 1994 et en 2004 et Kirk Douglas en 2020.
Notons les moins connus dans le public français. Ida Lupino 2007 qui a pourtant joué dans 74 films et en a même réalisé 13 ;  Mitchell Leisen en 2008, réalisateur, costumier et décorateur des années 1930 aux années 1960 ; Robert Aldrich en 2009, réalisateur qui aura marqué avec le célèbre Qu'est-il arrivé à Baby Jane ? et le célèbre Blake Edwards en 2011 avec les fameuses séries de film de la Panthère rose, enfin Danny Kaye en 2013, acteur, chanteur; et en 2015 un prix d'hommage tardif pour Orson Welles, artiste américain, à la fois réalisateur, acteur, producteur et scénariste, mais également metteur en scène de théâtre, dessinateur, écrivain et prestidigitateur. 

#### Remises de prix à des institutions et thématiques
Il y a eu aussi plusieurs Hommages à des institutions : American Film Institute (1985), les 20 ans du Studio Action (1987), les 60 ans des Oscars (1988), UCLA Film and Television Archive (1989), American Playhouse (1990), les 75 ans d'Universal (1990), HBO Films (2003), les 25 ans du Sundance Institute (2006).

Des prix thématiques : Hollywood 44 (1994), New York au cinéma (1995), le jazz au cinéma (1996), Broadway (2000), les 60 ans du débarquement (2004), la boxe au cinéma (2005), les films du président des États-Unis (2006).
Francis Ford Coppola, qui avait reçu un Hommage en 2004, est « invité d'honneur » en 2011, inaugurant cette nouvelle section, réactivée pour Michael Douglas en 2024.

#### Carte blanche
Signalons enfin, qu'à cinq occasions une « carte blanche » a été délivrée à des personnalités pour présenter une sélection personnelle de films du patrimoine américain : Clint Eastwood en 1995, William Friedkin en 1997, Jean-Charles de Castelbajac en 2011, Agnès B. en 2012 et le groupe Justice en 2013.
En 1992, Jessica Tandy partage son Hommage avec Hume Cronyn. Les frères Weinstein, les producteurs Bob Weinstein et Harvey Weinstein ont également partagé le leur en 1998, ainsi que les réalisateurs David Zucker, Jim Abrahams et Jerry Zucker en 2009.
La personnalité la plus âgée à avoir reçu un hommage est Jean Negulesco : il avait 86 ans en 1986. Les deux comédiens âgés de 38 ans, Matt Dillon en 2002, et Orlando Bloom en 2015, sont les plus jeunes à recevoir cet honneur.

### Le Nouvel Hollywood
« Le Nouvel Hollywood » est une distinction comme les « Hommages », mais pour honorer un début de carrière. Il est créé en 2015. La cérémonie a lieu la plupart du temps en présence des intéressés, venus spécialement des États-Unis.
2015
- Elizabeth Olsen, 26 ans
- Robert Pattinson, 29 ans

2016
- Chloë Grace Moretz, 19 ans
- Daniel Radcliffe, 27 ans

2018
- Elle Fanning, 20 ans
- Shailene Woodley, 27 ans

2019
- Sophie Turner, 23 ans

2021
- Dylan Penn, 30 ans

2022
- Ana de Armas, 34 ans
- Lucy Boynton, 28 ans

2023
- Emilia Clarke, 37 ans

2024
- Mikey Madison, 25 ans
- Daisy Ridley, 32 ans
- Sebastian Stan, 42 ans

2025
- Zoey Deutch, 31 ans

### Deauville Talent Award
Un nouvel hommage est créé en 2018. 
2018
- Sarah Jessica Parker : actrice  États-Unis
- Kate Beckinsale : actrice  Royaume-Uni
- Jason Clarke, acteur  Australie

2019
- Kristen Stewart : actrice  États-Unis
- Pierce Brosnan : acteur  Irlande  États-Unis
- Geena Davis : actrice et productrice  États-Unis
- Sienna Miller : actrice  États-Unis  Royaume-Uni

2021
- Michael Shannon : acteur et producteur  États-Unis

2022
- Jesse Eisenberg : acteur, réalisateur et scénariste  États-Unis
- Thandiwe Newton : actrice  Royaume-Uni

2023
- Peter Dinklage : acteur  États-Unis
- Natalie Portman : actrice, productrice et réalisatrice  États-Unis  Israël (viendra le récupérer en 2024)

2024
- Michelle Williams : actrice et productrice  États-Unis

2025
- Joel Edgerton : acteur, réalisateur, scénariste et producteur  Australie